# Zinovios Valvis

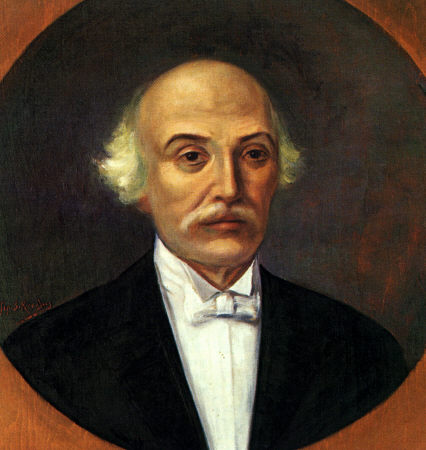
Zinovios Valvis

Zinovios Valvis (Grieks: Ζηνόβιος Βάλβης) (Mesolongi, 1800 - aldaar, 25 augustus 1886) was een Grieks politicus.
Hij studeerde theologie, maar schakelde over naar rechten. Hij studeerde rechten aan de Universiteit van Pisa.
Hij huwde met Arsinoe Ratzikosta en samen kregen ze 9 kinderen.
Hij was twee keer eerste minister van Griekenland, maar stierf arm.
Zijn broer Dimitrios Valvis werd later ook eerste minister.
- Gemeinsame Normdatei: 1082318957
- Virtual International Authority File: 169145542599796641282